# ハリー・ムリシュ
ハリー・ムリシュ（Harry Mulisch, 1927年7月29日 - 2010年10月30日）は、オランダの小説家である。ウィレム・フレデリック・ヘルマンス、ヘラルド・レーフェと共に戦後オランダの三大作家の一人とされる。

## 人物
ハールレムに生まれ、1958年からはアムステルダムに在住する。父はオーストリア＝ハンガリー帝国の出身で、第一次世界大戦後にオランダに移住し、第二次世界大戦におけるドイツ占領下で、ユダヤ人の没収財産の処理を行ったドイツの銀行に勤めた。母はユダヤ人である。
父とナチスの繋がりにより、ムリシュと母は強制収容所に送られることはなかった。両親がこのように微妙な地位であったことから、ムリシュは自分は第二次大戦自身であると発言したことがある。
2010年10月30日、癌のためアムステルダムの自宅で死去した。83歳没。

## 作品における主題
第二次世界大戦についての作品が多い。戦時中に父はドイツ側の仕事をしたため、戦後に3年間の懲役を受けた。ムリシュの人格形成期のほとんどは戦時中であったので、大戦は人生や作品に大きな影響を及ぼしている。また、ギリシャ神話やカバラなどのヨーロッパの伝説・神話や、政治思想も作品に取り込まれている。
代表作の一つ "De Aanslag" （1982年）が1986年に『追想のかなた』の名で映画化され、これがアカデミー外国語映画賞を獲得したことにより、ムリシュは国際的にも有名になった。他の代表作に "De Ontdekking van de Hemel"（天国の発見、1992年）がある

## 日本語訳著書

### 小説
- 天国の発見（上・下）、長山さき訳、バジリコ、2005年
- 過程、長山さき訳、国書刊行会、2010年
- 襲撃、長山さき訳、河出書房新社、2023年

## 脚註
1. 1 2  ハリー・ムリシュ氏死去　オランダの作家 - 47NEWS（よんななニュース）